# Meseta de Viliui
La meseta de Viliui es una meseta montañosa en el krai de Krasnoyarsk y la república de Sajá (Yakutia), Siberia, Rusia. Forma parte de la meseta central siberiana y se compone principalmente de la sección del curso superior del río Viliui.
El espesor del permafrost de hasta 1500 metros (4921,3 pies), el más grande del mundo, fue descubierto bajo la meseta de Viliui.

## Geografía
La meseta de Vilyuy se encuentra tanto al norte como al sur del círculo polar ártico en el noreste del krai de Krasnoyarsk y el oeste de la república de Sajá. Al suroeste limita con el óblast de Irkutsk. Al norte se eleva la meseta de Anabar, al oeste la meseta de Syverma y al noroeste las meseta de Putorana. Al este, desciende gradualmente hacia el amplio valle del río Lena y al sureste se encuentra con las tierras bajas de Yakutia central, que conduce a la meseta del Lena en el lado sur. La altura media de la superficie de la meseta de Viliui es de unos 700 m y el punto más alto es de 962 m, una cumbre sin nombre.
Los principales ríos que nacen en la meseta son Viliui, Marjá, Oleniok e Ygyatta. También hay numerosos lagos, incluido el embalse de Viliui.

## Vegetación y clima
La vegetación principal corresponde a taiga de alerce en las laderas de las montañas, con matorrales de aliso postrado y tundra montañosa en las elevaciones más altas. Hay prados en los valles de los ríos.
El clima que prevalece en la meseta de Viliui es del tipo continental subártico. Los inviernos en la región son algunos de los más severos del hemisferio norte.